# Donostialdea
Die Comarca Donostialdea ist eine der acht Comarcas in der Provinz Gipuzkoa.
Die im Nordosten der Provinz gelegene Comarca umfasst 11 Gemeinden auf einer Fläche von 305,73 km².

## Gemeinden
| Gemeinde               | Einwohner (2024) | Fläche km² | Dichte Einw./km² | Cod INE | Postleitzahl |
| ---------------------- | ---------------- | ---------- | ---------------- | ------- | ------------ |
| Andoain                | 14.563           | 27,17      | 536              | 20009   | 20140        |
| Astigarraga            | 7.764            | 11,91      | 652              | 20903   | 20115        |
| Donostia-San Sebastián | 189.093          | 60,89      | 3.105            | 20069   | 20001-20018  |
| Errenteria             | 39.352           | 32,26      | 1.220            | 20067   | 20100        |
| Hernani                | 20.355           | 39,81      | 511              | 20040   | 20120        |
| Lasarte-Oria           | 19.312           | 6,01       | 3.213            | 20902   | 20160        |
| Lezo                   | 6.012            | 8,59       | 700              | 20053   | 20100        |
| Oiartzun               | 10.378           | 59,71      | 174              | 20063   | 20180        |
| Pasaia                 | 16.009           | 11,34      | 1.412            | 20064   | 20110        |
| Urnieta                | 6.250            | 22,40      | 279              | 20072   | 20130        |
| Usurbil                | 6.438            | 25,64      | 251              | 20073   | 20170        |
| Comarca Donostialdea   | 335.526          | 305,73     | 1.097            | –       | –            |